# V rukou Proroků
V rukou Proroků (v anglickém originále In the Hands of the Prophets) je v pořadí dvacátá epizoda první sezóny seriálu Star Trek: Stanice Deep Space Nine.

## Příběh
Vedek Winn, jedna z duchovních vůdkyň Bajoru, přilétá na stanici Deep Space Nine a obviní Keiko O'Brienovou z rouhání, protože ve své škole, kde učí i Bajorany, vyučuje vědecké pojetí červí díry. Winn si myslí, že jelikož Bajorané vnímají červí díru jako náboženský symbol, chrám Proroků, bajorské děti by se to takto měli učit i ve škole, místo aby jim byly vnucovány teorie Hvězdné flotily o fyzice a astrobiologii. Na stanici se objeví konflikty mezi Bajorany a lidmi a komandér Benjamin Sisko je nucen vyhledat pomoc vedeka Bareila, duchovního, který má odlišný názor než Winn.
Bareil však není připraven vyjádřit veřejně Siskovi podporu, dokud nebude zvolen kai, nejvyšší duchovní představitel Bajoranů. Mezitím Odo vyšetřuje vraždu podporučíka Aquina. Ve škole exploduje bomba a když Sisko dorazí na místo, vedek Winn využije situace k plamennému projevu před sroceným davem.
Náčelník Miles O'Brien objeví v počítači skrytý soubor s návodem, jak připravit únikovou cestu z Promenády k raketoplánům. Vedek Bareil přiletí na stanici, aby urovnal situaci s Winn. O'Brien objeví stopy vedoucí k jeho bajorské spolupracovnici Neele, která zařídila, aby se na Promenádu mohla dostat zbraň. Náčelník varuje Siska a ten zabrání Neele v atentátu na Bareila.
Ačkoli je všem jasné, že v pozadí atentátu je Winn, posádka pro to nemá žádné důkazy. Nicméně událost paradoxně sblíží Bajorany a Hvězdnou flotilu.

## Zajímavosti
- Epizoda odkazuje na spor kolem evolucionistického a kreacionistického přístupu k výuce, který byl v době tvorby seriálu v USA aktuálním tématem.
- Poprvé se v seriálu objeví postavy vedeků Winn Adami a Bareila Antose.